# Чувство (фильм)
«Чувство» (итал. Senso) — цветная («текниколор») историческая мелодрама итальянского режиссёра Лукино Висконти (1954). Основана на одноимённой повести Камилло Бойто (1882, образец скапильятуры).
Действие фильма разворачивается в Венеции, Вероне и на палладианской вилле Годи накануне, во время и после второй битвы при Кустоце.

## Сюжет
События происходят в 1866 году во времена борьбы за объединение Италии. Графиня Ливия Серпьери (Алида Валли), проживающая в оккупированной австрийцами Венеции, поддерживает итальянских патриотов, среди которых важную роль играет её кузен маркиз Роберто Уссони (Массимо Джиротти). Однажды во время оперного представления «Трубадура» после пропетых со сцены слов «К оружию!» маркиз вступает в перепалку с австрийским лейтенантом Францем Малером (Фарли Грейнджер). 
Графиня, желая не допустить дуэли, знакомится с лейтенантом, однако после окончания оперы её кузена берут под стражу и приговаривают к ссылке. Посещая его в тюрьме, Ливия вновь встречает Франца, который берётся проводить её домой. В итоге они гуляют всю ночь напролет, и между ними вспыхивает страсть. Тем временем политическая ситуация накаляется: Пруссия готова вступить в войну с Австрией на стороне Италии, и Франц должен отправиться на поле сражения.

## В ролях
- Алида Валли — графиня Ливия Серпьери
- Фарли Грейнджер — лейтенант Франц Малер
- Массимо Джиротти — маркиз Роберто Уссони
- Хайнц Моог — граф Серпьери
- Рина Морелли — Лаура, горничная
- Кристиан Маркан — богемский офицер
- Марчела Мариани — Клара, проститутка
- Голиарда Сапиенца — патриотка

## Производство

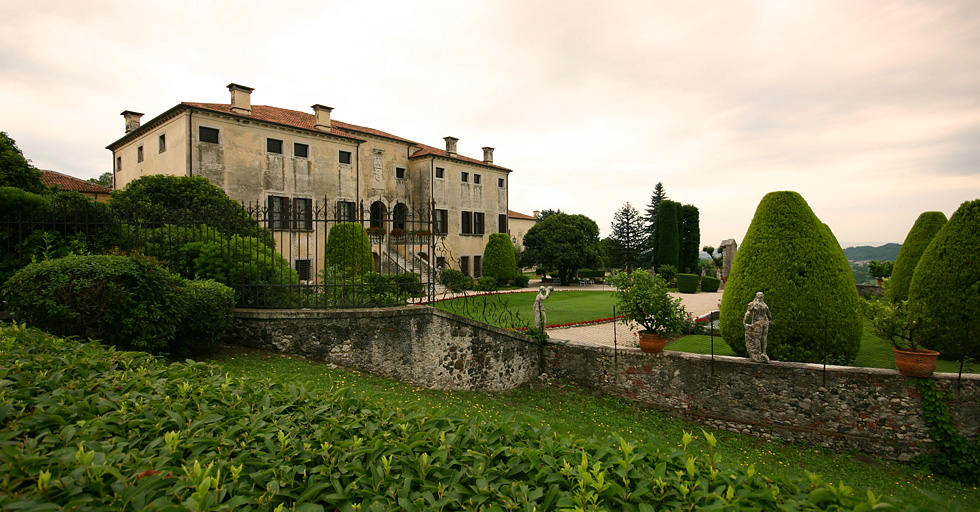
Ренессансная вилла Годи представлена в фильме как загородный дом графа Серпьери

Изначально Висконти пригласил на главные роли Ингрид Бергман и Марлона Брандо. Участию Бергман в проекте воспротивился её муж Роберто Росселлини. После отказа Бергман интерес к «Кустоце» (рабочее названия фильма) потерял и Брандо. Съёмки проходили в Боргетто.
Во время работы над картиной талантливый оператор Альдо Грациати погиб в автомобильной аварии. На съёмочной площадке Висконти ассистировали Франко Дзеффирелли и Франческо Рози. Авторская версия фильма заканчивалась тем, что графиня бесцельно бродит по улицам Вероны, где к ней пристаёт пьяная солдатня. По настоянию итальянских властей была снята более жизнеутверждающая и патриотичная концовка. 
За пределами Италии фильм демонстрировался в сильно урезанных версиях, британская именовалась «Гулящая графиня» (The Wanton Contessa). Диалоги англоязычной версии принадлежат Теннесси Уильямсу и Полу Боулзу. Со временем текниколоровый оригинал сильно поблёк, из-за чего фильм стал редкостью, известной сравнительно немногим синефилам. Над его восстановлением работали архивисты из Болоньи. Версия с отреставрированными красками была выпущена в 2011 году на DVD компанией Criterion.

## Реакция
По свидетельству одного из итальянских левых, непривычная новизна этого фильма вызвала прямо противоположные критические оценки и мнения: «Эта картина вызвала безмерный энтузиазм у одних и решительное неприятие у других. В суждениях об этом фильме произошло размежевание внутри групп, до тех пор единых: этот фильм находит фанатичных поклонников и неистовых противников как среди правых реакционеров, так и среди левых прогрессистов».

### Признание
- 1954 — участие в конкурсной программе Венецианского кинофестиваля
- 1955 — премия «Серебряная лента» Итальянского национального синдиката киножурналистов за лучшую операторскую работу (Альдо Грациати, посмертно)